# Future Circular Collider
Future Circular Collider (FCC) («Будущий кольцевой коллайдер») — международный проект по созданию будущего коллайдера на базе научного центра ЦЕРН после окончания программы Большого адронного коллайдера. Запуск FCC ожидается не ранее 2040 года.
Стоимость плана разработки оценивается в 21 миллиард долларов США.

## История
После открытия на LHC бозона Хиггса с массой 125 ГэВ возник интерес к строительству установки для детального изучения его свойств, т. н. Хиггс-фабрики. Поскольку масса частицы оказалась сравнительно малой, то предпочтительным вариантом является кольцевой электрон-позитронный коллайдер, поскольку уже есть опыт работы LEP с энергией до 106 ГэВ в пучке, и на других «фабриках» (KEKB, PEP-II, DAFNE) с более низкой энергией отработаны методы получения сверхвысокой светимости. Альтернативным вариантом Хиггс-фабрики может быть линейный коллайдер, для которого есть разработанные проекты (ILC, CLIC), однако нет опыта практической реализации, и по светимости в области до 200 ГэВ кольцевые коллайдеры превосходят линейные.
Недостатком кольцевых электронных машин высокой энергии являются огромные потери на излучение. Снизить потери можно лишь увеличив радиус кривизны дипольных магнитов, то есть увеличив периметр накопителя. Предварительные оценки показали, что расположение кольца на энергию 125 ГэВ в существующем тоннеле (проект LEP3) даёт неприемлемые потери мощности. В результате появился проект кольца в новом тоннеле, 50-80 км (проект TLEP). Чтобы насытить физическую программу будущего коллайдера, его энергию предложено повысить до 175 ГэВ, что позволит рождать пары топ-кварков {\displaystyle t{\bar {t}}}, а периметр до 100 км. По аналогии с удачной долгосрочной связкой работы LEP-LHC, после электрон-позитронного коллайдера в том же тоннеле предполагается строительство адронного коллайдера на энергию до 100 ТэВ с использованием LHC в качестве инжектора.
В феврале 2014 года ЦЕРН запустил проект FCC по изучению возможности строительства будущих лептонных, адронных и электрон-ионных коллайдеров FCC-ee, FCC-hh, FCC-eh. Целью является издание концептуального физического проекта (CDR — Conceptual Design Report) комплекса ускорителей и детекторов к середине 2018 года. В проекте участвуют несколько десятков научных организаций со всего мира, в том числе 4 российских центра: ОИЯИ, МИФИ, НИИЯФ МГУ, ИЯФ СО РАН.
В декабре 2015 года стало известно, что для дальнейшей разработки в качестве базового варианта электрон-позитронного коллайдера был выбран проект Института ядерной физики им. Г. И. Будкера.
В июне 2020 года главный совет (council) ЦЕРНа одобрил Европейскую стратегию по физике частиц 2020. Стратегия прокламирует высоким приоритетом строительство электрон-позитронного коллайдера Хиггс-фабрики, а следующим приоритетом протон-протонный коллайдер с максимально возможной энергией. Документ рекомендует Европе, в международном сотрудничестве, разрабатывать проект протон-протонного коллайдера на энергию 100 ТэВ, с сооружением электрон-позитронного коллайдера, как первой стадии.

## Описание
Коллайдер с периметром 100 км расположится в туннеле между Предальпами и Юрой, охватывая собой массив горы Салев.
Диапазон энергий FCC-ee от 45 ГэВ до 175 ГэВ, что позволит детально изучать свойства Z-, W-, Хиггс-бозонов и t-кварков. Светимость, в зависимости от энергии, составит от 8×1036 см−2с−1 до 7×1034 см−2с−1.
Энергия FCC-hh может достичь 100 ТэВ в том случае, если будет надёжно освоено изготовление магнитов с полем 20 Т, что требует широко использовать ВТСП-кабели. Светимость ожидается на уровне 5×1034 см−2с−1. Основная цель этой установки — поиск в области новых энергий физических явлений за рамками Стандартной модели.